# 施瓦茨巴赫 (勃兰登堡州)
施瓦茨巴赫（德語：Schwarzbach）是德国勃兰登堡州的市镇，隶属于上施普雷瓦尔德-劳西茨县。总面积为15.84平方千米，截至2023年12月31日总人口为640人。